# Ouled Derradj
Ouled Derradj est une commune algérienne de la daïra d'Ouled Derradj, Wilaya de M'Sila.

## Histoire
Les Ouled Derradj forment une confédération de 11 tribus arabes dont le territoire s'étend sur la partie orientale du hodna.
Ce qui correspond aux wilayas de M'sila, batna.
L'homme à l'origine de la confédération (Othmane El-Derradji ou Derradj ben Mofredj selon les versions) est un saint-homme dont la lignée remonterait au compagnon Zubayr ibn al-Awwam.
Les Ouled Derradj forme une fraction de la tribu des Banu Hilal. Cette affirmation est partagée par un grand nombre d'historiens, parmi eux se trouve le professeur Mabruk b. Salah. Leur région était d'ailleurs un pôle d'arabisation en Algérie. Le Cheikh des Ouled Derradj,  Al-Taher Al-Hammadi bin Daraji bin Hamo bin Khalifa (لطاهر الحمادي بن دراجي بن حمّو بن خليفة) était lui même un descendant notoire de la tribu Banu Hilal,.
La ville compte un hôtel (El Djazaïr).

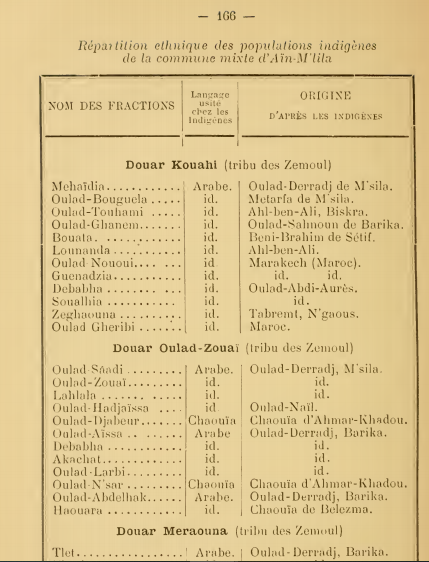
Document officiel indiquant la répartition ethnique de différentes tribus d'Algérie.

## Géographie
Elle se situe à environ 20 km du chef-lieu de wilaya.
Cette commune est aussi connue sous le nom de Selmane, du nom de l'un des oued situé à l'entrée ouest de la ville, l'oued selmane. Elle a connu des développements urbanistique et démographique importants ces 20 dernières années. La ville s'est étendue principalement par son côté est en direction de la commune des Ouled Addi Guebala.